# Cataratas de Ban Gioc - Detian
As Cataratas de Bản Giốc – Detian, ou somente Cataratas de Bản Giốc para os vietnamitas, ou Cataratas Detian  para os chineses (Thác Bản Giốc em vietnamita ou 板约瀑布 em mandarim), é uma queda d'água localizada na fronteira sino-vietnamita, no curso do rio Quây Sơn. Está localizada a 272 quilômetros ao norte de Hanoi.

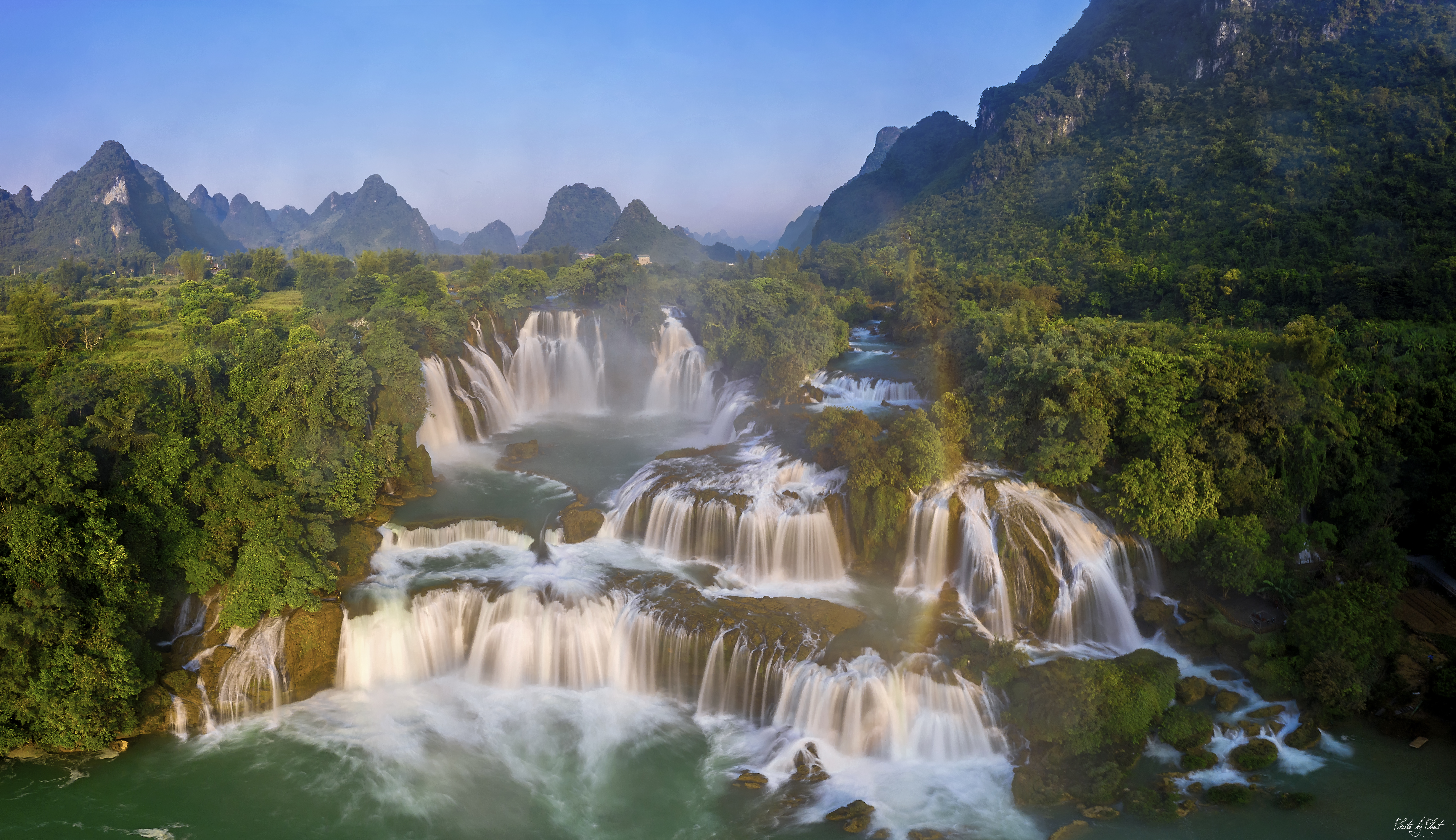
Vista das cataratas

Dentre as cachoeiras situadas em fronteiras nacionais é a quarta maior do mundo - ficando atrás das cataratas do Iguaçu, Vitória e do Niágara, sendo a maior queda d'água natural do Sudeste Asiático e é considerada um dos principais destinos turísticos da China.
O rio cai em três níveis entre as pedras por uma altura de 30 a 70 m, em meio a muitas árvores e uma paisagem florida, com largura máxima de 200 m.